# Banasura
Bana (også kaldet Banasura (sanskrit: बाणासुर)) er i Hindumytologi en tusindarmet asura og søn af Bali. Bana var en magtfuld og frygtelig asura. Alle mennesker, endda kongen af jorden og devaerne i himlen var bange for ham. Bana var i sivas følge. Bana regerede i det nuværende centrale Assam med hovedstad i Sonitpur (det nuværende Tezpur, Assam). 

## Reference
1. ↑  "krishna.com – Glossary description". Arkiveret fra originalen 1. oktober 2017. Hentet 7. december 2008.

| Religion | Spire Denne religionsartikel er en spire som bør udbygges. Du er velkommen til at hjælpe Wikipedia ved at udvide den. |